# Chi-X
Chi-X est un marché boursier alternatif européen lancée en mars 2007 par Instinet (appartient à Nomura Holdings). Après les échecs des projets antérieurs à 2005, Chi-X a été le premier système multilatéral de négociation (SMN) opérationnel en Europe parvenant à concurrencer les marchés boursiers traditionnels (Euronext, London Stock Exchange, Deutsche Börse, etc.).
Chi-X semble en passe de modifier le marché boursier européen, selon le site d'informations financière de Dowjones en juin 2008 : en mars 2008, il revendiquait 20 % de parts de marché des transactions sur les actions des plus grandes sociétés françaises, allemandes, néerlandaises, suisses et britanniques. À l'été 2008, il visait également l'entrée en Italie.
En 2009, elle dépasse la Deutsche Börse.
En 2011, elle serait la deuxième plateforme boursière européenne, devant Euronext mais toujours derrière la bourse de Londres.
Son slogan en anglais est The exchange for all Europe et elle opère à Londres avec la monnaie euro.